# Michele Castoro
Michele Castoro (Altamura, 14 januari 1952 - San Giovanni Rotondo, 5 mei 2018) was een Italiaans geestelijke en een aartsbisschop van de Rooms-Katholieke Kerk. 
Castoro, geboren in het bisdom Altamura-Gravina-Acquaviva delle Fonti, in de provincie Bari, bezocht het aartsbisschoppelijk grootseminarie van Bari. Hij ging vervolgens naar het Pauselijk Romeins Seminarie en studeerde verder aan de Pauselijke Universiteit van Lateranen en aan de Pauselijke Universiteit Gregoriana, waar hij afstudeerde in de theologie. Aan de universiteit van Bari behaalde hij nog een graad in de filosofie en de geschiedenis.
Castoro werd op 6 augustus 1977 priester gewijd. Op 14 mei 2005 werd hij benoemd tot bisschop van Oria; hij ontving zijn bisschopswijding op 25 juni 2005 uit handen van Giovanni Battista kardinaal Re. Als wapenspreuk koos hij In Nomine Iesu (In naam van Jezus). Op 15 juli 2009 werd hij benoemd tot aartsbisschop van Manfredonia-Vieste-San Giovanni Rotondo, als opvolger van Domenico Umberto D'Ambrosio. Op 19 september 2009 nam hij bezit van de aartsbisschoppelijke zetel in de kathedraal van Manfredonia. 
Castoro was lid van de oecumenische commissie van de Italiaanse bisschoppenconferentie, secretaris van de bisschoppenvergadering van Puglia en voorzitter van het bestuur van het Casa Sollievo della Sofferenza, een door pater Pio opgerichte zorginstelling in San Giovanni Rotondo.
Castoro overleed daar op 66-jarige leeftijd.
- Istituto Centrale per il Catalogo Unico: BRIV181634
- Virtual International Authority File: 3163157342841410100002